# Juan Ayuso
Juan Ayuso Pesquera (* 16. September 2002 in Barcelona) ist ein spanischer Radrennfahrer.

## Sportlicher Werdegang
Ayuso begann im Alter von sieben Jahren mit dem Radsport. Nach mehreren nationalen Titeln in der Jugend fuhr er erst 2019 seine ersten internationalen Rennen und wurde spanischer Junioren-Meister im Straßenrennen. Ein Jahr später gewann er die nationalen Meisterschaften sowohl im Straßenrennen als auch im Einzelzeitfahren.
Zur Saison 2021 wurde Ayuso Mitglied im Team Colpack Ballan als Zwischenstation in der U23 auf dem Weg zum UCI WorldTeam UAE Team Emirates. Im April gewann er an zwei aufeinander folgenden Tagen die beiden Semi-Klassiker Trofeo Piva und Giro del Belvedere. Im Juni 2021 dominierte er den Giro Ciclistico d’Italia, bei dem er drei Etappen und alle Einzelwertungen für sich entschied. Aufgrund dieser Ergebnisse wechselte er bereits im Juni 2021 vorzeitig zum Team UAE Emirates.
In seinem ersten Jahr in der Elite zeigt Juan Ayuso bereits bei den ersten Rennen auf. Bei der Katalonien-Rundfahrt 2022 belegte er bei seinem ersten Etappenrennen in der UCI WorldTour den fünften Gesamtrang, ehe er wenig später Vierter der Tour de Romandie wurde, wo er die Nachwuchswertung gewann. Den ersten Erfolg für sein neues Team erzielte Ayuso beim Circuito de Getxo 2022. Im selben Jahr nahm er an der Vuelta a España teil und beendete gleich seine erste Grand Tour nach einer Reihe von Spitzenergebnissen auf den Bergetappen als Dritter der Gesamtwertung. Damit ist er auch der bisher jüngste Fahrer überhaupt auf dem Podium der Vuelta a España und nach Henri Cornet der Zweitjüngste bei allen drei Grand Tours.
Im Jahr 2023 stieg er nach Knieproblemen erst bei der Tour de Romandie in die neue Saison ein und gewann das Zeitfahren der 3. Etappe. Zudem übernahm er das Gelbe Trikot des Gesamtführenden, dass er jedoch tags drauf bei der Bergankunft in Thyon 2000 wieder abgeben musste. Im Anschluss startete er bei der Tour de Suisse, wo er mit der 5. und 8. Etappe zwei Tagessiege feierte. In der Gesamtwertung belegte er mit nur neun Sekunden Rückstand den zweiten Gesamtrang. Beim Dreifacherfolg von Jumbo-Visma bei der Vuelta a España 2023 war er als Vierter „Best of the Rest“, womit er auch die Nachwuchswertung für sich entschied.

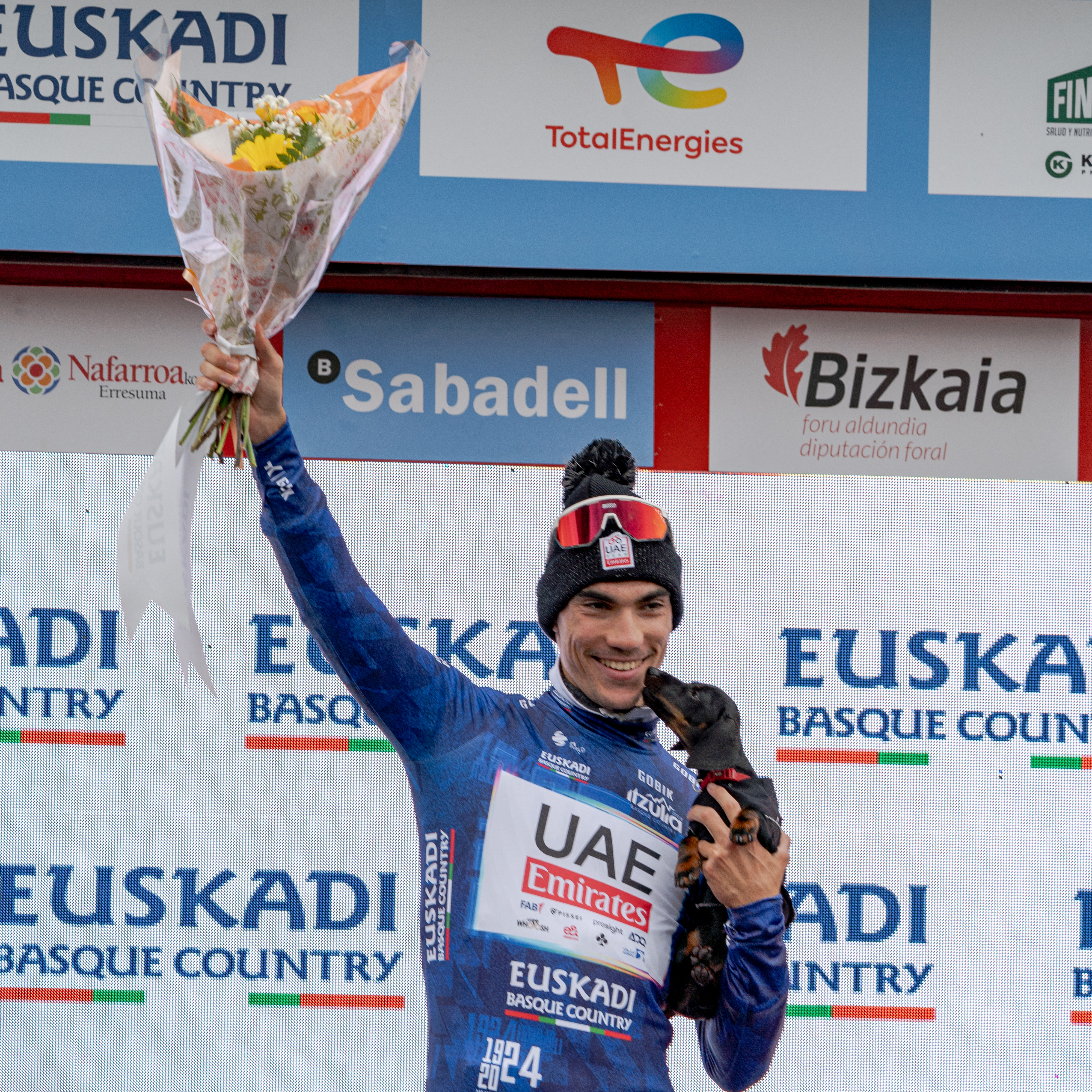
Juan Ayuso gewinnt mit der Baskenland-Rundfahrt 2024 sein erstes Etappenrennen der UCI WorldTour

In der Saison 2024 wurde Ayuso zunächst Zweiter der Andalusien-Rundfahrt, die aufgrund von Bauernprotesten jedoch nur im Rahmen von einem kurzen Zeitfahren stattfand. Kurz drauf gewann er die Faun-Ardèche Classic, bei der er sich im Sprint aus einer kleinen Gruppe durchsetzte. Bei Tirreno–Adriatico setzte er sich im Anschluss im Auftaktzeitfahren vor Filippo Ganna durch, ehe er als Gesamtzweiter die Nachwuchswertung der Fernfahrt gewann. Wenige Wochen später nahm Juan Ayuso die Baskenland-Rundfahrt als Kapitän in Angriff und übernahm auf der Abschlussetappe das Gelbe Trikot von Mattias Skjelmose Jensen. Für den erst 21-jährigen Spanier war es der erste Gesamtsieg bei einem Etappenrennen der UCI WorldTour. Bei der Tour de Romandie übernahm Ayuso für einen Tag die Gesamtführung und beendet die Rundfahrt auf dem fünften Gesamtrang. In Vorbereitung auf seine erste Tour de France ging er bei dem Critérium du Dauphiné an den Start, musste das Rennen jedoch nach einem Sturz aufgeben. Bei der Tour de France ging er gemeinsam mit Adam Yates und João Almeida als Edelhelfer von Tadej Pogačar an den Start. Nach der ersten Alpen-Etappe, die er als Dritter beendet hatte, rückte er auf den vierten Gesamtrang vor. Auf den nachfolgenden Etappen büßte er jedoch Zeit ein und gab die Frankreich-Rundfahrt auf der 13. Etappe auf. Zugleich wurde bekanntgegebenen, dass sich Juan Ayuso mit COVID-19 infiziert hatte. Bei den Olympischen Sommerspielen 2024 in Paris startete er im Straßenrennen und belegte den 22. Platz. Für die Vuelta wurde er nicht nominiert, da er nach seiner Erkrankung noch nicht wieder sein Niveau von der Tour de France erreicht hatte. Dafür sicherte er sich bei der Luxemburg-Rundfahrt den Sieg im Einzelzeitfahren.
Zu Beginn der Saison 2025 gewann er die La Drôme Classic und die Trofeo Laigueglia, wobei er sich bei ersterer nach einem Solo über 40 Kilometer durchsetzte. Nach Platz zwei im Auftaktzeitfahren gewann er die Bergankunft von Tirreno–Adriatico und übernahm zugleich die Gesamtführung. Tags drauf fixierte er mit 22 Jahren seinen Gesamtsieg bei der italienischen Fernfahrt. Ende März gewann er eine Bergankunft der Katalonien-Rundfahrt vor Primož Roglič und übernahm am dritten Tag die Gesamtführung. Diese musste er jedoch am letzten Etappentag auf dem Montjuïc abgeben. Im Mai ging Ayuso als Kapitän des UAE Team Emirates-XRG beim Giro d’Italia an den Start, so er auf der 1. Etappe zu Sturz kam und tags drauf im Einzelzeitfahren 16 Sekunden gegenüber seinem größten Kontrahenten, Primož Roglič, verlor. Mit der 7. Etappe gewann er jedoch die erste Bergankunft und rückte zugleich als bester Nachwuchsfahrer auf dem zweiten Gesamtrang vor. Es war zudem sein erster Tagessieg bei einer Grand Tour. Auf der 9. Etappe, die über mehrere Schotterabschnitte nach Siena führte, verlor Ayuso wegen eines Sturzes eine Minute und sieben Sekunden auf seinen Teamkollegen Isaac Del Toro, der die Gesamtführung übernahm. Er verblieb jedoch mit dem zweiten Gesamtrang in einer aussichtsreich Ausgangsposition und baute seinen Vorsprung gegenüber Primož Roglič auf etwas mehr als eine Minute aus. Auf der 14. Etappe verlor Juan Ayuso wegen eines Massensturzes rund eine Minute im Gesamtklassement und rutschte hinter Simon Yates auf den dritten Gesamtrang ab. Nach dem dritten und letzten Ruhetag brach er auf der 16. Etappe ein und verlor rund 15 Minuten, womit Isaac Del Toro zum klaren Kapitän des UAE Team Emirates-XRG aufstieg. Juan Ayuso setzte den Giro d’Italia zunächst als Helfer fort, gab das Rennen jedoch während der 18. Etappe mit Knieproblemen auf. Nach dem Giro d’Italia galt ein Start von Juan Ayuso bei der Vuelta a España als unwahrscheinlich, da Tadej Pogacar die Rolle des Kapitäns einnehmen hätte sollen. Der Slowene sagte seinen Start jedoch wenige Tage nach seinem vierten Tour-de-France-Sieg ab, womit Juan Ayuso als Co-Leader von João Almeida ins Aufgebot der Spanien-Rundfahrt aufgenommen wurde. In Vorbereitung auf die Vuelta a España bestritt Juan Ayuso die Clásica San Sebastián und wurde hinter Isaac Del Toro Zweiter des Circuito de Getxo.

## Erfolge
2019
- Spanischer Meister (Junioren) – Straßenrennen

2020
- Gipuzkoa Klasika
- Spanischer Meister (Junioren) – Straßenrennen und Einzelzeitfahren

2021
- Trofeo Piva
- Giro del Belvedere
- Gesamtwertung, drei Etappen, Punktewertung, Bergwertung und Nachwuchswertung Giro Ciclistico d’Italia

2022
- Circuito de Getxo
- Nachwuchswertung Tour de Romandie

2023
- eine Etappe Tour de Romandie
- zwei Etappen Tour de Suisse
- Nachwuchswertung Vuelta a España

2024
- Faun-Ardèche Classic
- eine Etappe und Nachwuchswertung Tirreno–Adriatico
- Gesamtwertung und Nachwuchswertung Baskenland-Rundfahrt
- eine Etappe Luxemburg-Rundfahrt

2025
- La Drôme Classic
- Trofeo Laigueglia
- Gesamtwertung, Nachwuchswertung und eine Etappe Tirreno–Adriatico
- eine Etappe und Nachwuchswertung Katalonien-Rundfahrt
- eine Etappe Giro d’Italia

## Grand-Tour-Platzierungen
| Grand Tour            | 2022 | 2023 | 2024 | 2025 |
| --------------------- | ---- | ---- | ---- | ---- |
| Giro d’ItaliaGiro     | –    | –    | –    | DNF  |
| Tour de FranceTour    | –    | –    | DNF  | –    |
| Vuelta a EspañaVuelta | 3    | 4    | –    |      |